# 山道襄一
山道 襄一（やまじ じょういち、1882年（明治15年）3月15日 - 1941年（昭和16年）5月11日）は、日本の政治家、ジャーナリスト。所属政党は憲政会→立憲民政党→国民同盟→立憲民政党。衆議院議員を10期務めた。

## 経歴
広島県賀茂郡板城村福本（現・東広島市西条町福本）出身。1906年（明治39年）に早稲田大学大学部政治経済学科卒業。鳥取新聞社の主筆を務めた後、韓国に渡り、『大韓日報』の主筆となり、また習俗慣行の調査にあたった。韓国併合後、大韓日報が廃刊になると、雑誌『新半島』を経営し、朝鮮総督府の嘱託として引き続き習俗調査を行った。のちに『中国新聞』主筆も務めた。
1912年（大正元年）、衆議院広島県郡部補欠選挙に当選した。以後、当選10回を数え、その間加藤高明内閣・第1次若槻内閣の文部参与官、濱口内閣で鉄道政務次官を務めた。1931年（昭和6年）4月から同年12月まで民政党幹事長を務めた。
民政党内では安達謙蔵直系の党人政治家として知られ、同じく民政党内の安達直系少壮議員である永井柳太郎・中野正剛・鈴木富士彌とともに「安達の四天王」と称された。民政党幹事長辞任後安達・中野らとともに民政党を離党し国民同盟の結党に参加したが、幹部の間の意見の齟齬が原因で国民同盟を離党し民政党に復党。
復党後は斎藤隆夫と行動をともにし、1940年（昭和15年）2月2日の反軍演説により斎藤が政府・陸軍・親軍派政治家から攻撃を受けた時は友人として斎藤からの相談を受けた。斎藤は当初離党勧告は受諾するが議員辞職は断固拒否する立場を貫いたが民政党内で議員除名論が台頭すると2月29日には議会での釈明が可能で選挙民の同意が得られれば議員辞職も考慮するとの意見を民政党幹部の俵孫一につたえた。だが親軍派の政友会革新派・社会大衆党・時局同志会らが斎藤の釈明の内容は「陳謝的内容」以外は認めないと主張したことにより3月4日の山道・斎藤・川崎克・工藤鉄男・岡崎久次郎らの会談で斎藤が「自己の欲するが如き釈明をなし得ない位ならば、敢へて自発的辞職も思ひ止まるもやむなし」と山道らに語り、斎藤はあえて除名される道を選ぶことになった。

## 著書
- 日本再建論（千倉書房 1932年）